# Mad Cop
Mad Cop (auch: Psycho Cop) ist ein US-amerikanischer Slasher-Film von Wallace Potts aus dem Jahr 1989. 1993 erschien mit Psycho Cop II ein zweiter Teil.

## Handlung
Ein Paar auf Hochzeitsreise platzt versehentlich an den Tatort eines brutalen Mordes an einer Frau. Als sie den Polizisten sehen, wenden sie sich an ihn und müssen feststellen, das er selbst der Mörder ist. Es handelt sich um den Okkultisten Joe Vickers, der als Police Officer seine Taten zu vertuschen versucht.
Am nächsten Tag reißen drei Pärchen zu einer abgelegenen Villa, wo sie ihren Urlaub verbringen wollen. Bereits bei der Fahrt zur Villa werden sie von einem sich etwas merkwürdig verhaltenden Polizisten verfolgt. Vor Ort führt sie der Hausmeister herum, der kurz darauf von Vickers ermordet wird. Nach und nach tötet er die Freunde, bis nur noch Laura und Doug übrig sind, die in den Wald fliehen. Dabei kommen außerdem zwei echte Polizisten ums Leben, die versuchen Vickers aufzuhalten.
Laura gelingt es Vickers mit seiner eigenen Waffe zu treffen und zu verletzen. Doug rammt ihm einen langen Pfahl in den Körper und scheint ihn so zu töten. Zurück an der Villa werden sie von einem Rettungswagen versorgt. In den Nachrichten läuft eine Sondersendung, in der gesagt wird, das Vickers eigentlich der Psychopath Ted Warnicky sei. Am Ende des Films lacht der noch lebende Vickers in die Kamera.

## Synchronisation
| Rolle               | Schauspieler     | Synchronsprecher  |
| ------------------- | ---------------- | ----------------- |
| Barbara             | Denise Hartman   | Anke Korte        |
| Doug                | Jeff Quale       | Christian Tramitz |
| Eric                | Dan Campbell     | Philipp Moog      |
| Greg                | David L. Zeiser  | Florian Halm      |
| Julie               | Cindy Guyer      | Alexandra Ludwig  |
| Laura               | Palmer Lee Todd  | Inez Günther      |
| Officer Joe Vickers | Robert R. Shafer | Gudo Hoegel       |
| Sarah               | Linda West       | Carin C. Tietze   |

## Hintergrund
Der Film erschien ein Jahr nach Maniac Cop (1988) und versuchte von dessen Erfolg zu profitieren. Insbesondere war der deutsche Verleihtitel geändert worden, um diese Assoziation zu erzeugen. Während Maniac Cop jedoch ein Horrorfilm war, handelt es sich bei Mad Cop um einen typischen Slasherfilm der 1980er.
Der Film erschien 1989 in den Vereinigten Staaten als Direct-to-Video-Produktion. In Deutschland erschien der Film ebenfalls auf Video, jedoch in einer um 17 Sekunden geschnittenen Fassung, mit dem der Verleiher UFA eine FSK-16-Freigabe erhalten wollte. Jedoch wurde der Film dennoch erst ab 18 Jahren freigegeben.
2011 fand eine Neuprüfung statt. Der ungekürzte Film erhielt eine FSK-16-Freigabe. Sie erschien erstmals am 4. März 2011 über Voulez Vous / Intergroove auf DVD. 2021 folgte ein Mediabook zusammen mit Teil 2.

## Kritiken
Der Film wurde generell eher schlecht bewertet. Kritisiert wurde vor allem das lückenhafte Drehbuch, die sinnlosen Dialoge und die schlechten Schauspielkünste der Darsteller.
Das Lexikon des internationale Films schrieb: „Filmgemetzel in der Tradition von Freitag, der 13. Wir raten ab.“ Kino.de nannte den Film dagegen einen „[soliden] Slasherfilm“. Haiko Herden schrieb in seinem Filmlexikon: „Trotzdem, der Mad Cop oder auch Psycho Cop ist ein solider Spannungsfilm, den Horrorfreunde gerne angucken können.“